# تيبا (سيارة إيرانية)
سيارة تيبا أو طيبا باللغة العربية هي سيارة عائلية من صناعة وإنتاج شركة سايبا الإيرانية وتأتي بعدة طرازات مختلفة.

## تصميم السيارة
تم تصميم وتصنيع هذه السيارة داخل إيران في مصانع شركة سايبا على يد الخبراء والمهندسين الإيرانيين لتكون بذلك السيارة العائلية الأكثر رغبةً داخل إيران وخارجها.

## مواصفات السيارة[2]
وهي مزودة بمحرك قوي من فئة 1500 مل والذي يتطابق مع معيار Euro-4 للانبعاثات المعمول به في الاتحاد الأوربي. ومن مواصفات هذه السيارة الوطنية ان ناقل السرعة فيها يأتي بـ 5 سرعات، وعدد الأسطوانات 4 مع مسجل صوت، وقفل الأبواب يكون مركزي، ونوافذها الأمامية كلها كهربائية، مع مانع سرقة لحماية السيارة عند تركها. بالإضافة إلى ذلك فإن مزايا السلامة في السيارة معقولة فهي مجهزة بوسادات هوائية للسائق والراكب وقد تم تركيب ABS على طرازات أساسية. مع ملحقات أخرى مثل النوافذ الخلفية التلقائية، والتحكم في المناخ، وجنوط الألمنيوم، وجهاز التحكم عن بعد.
 كما وتتسع «تيبا» لأربعة ركاب وهي مصنعة بالكامل في إيران ويقدر ثمنها بنحو 80 إلى 90 مليون ريال إيراني وهي موجهة خصيصاً للطبقات المتوسطة.
| الطول (mm)                       | 4105      |
| العرض (بدون المرايا) (mm)        | 1641      |
| الإرتفاع (mm)                    | 1484      |
| فاصلة المحور الأمامي والخلفي(mm) | 2410      |
| الوزن الصافي (kg)                | 1000      |
| معدل إستهلاك الوقود (lit/100km)  | 6.95      |
| سعة الخزان (lit)                 | 41        |
| قياس الإطارات                    | 175/70R13 |

## طرازات أخرى
لسيارة تيبا العائلية عدة طرازات تم تصديرها لدول مختلفة وأهم هذه النسخ طراز (تيبا 5) (هاتشباك) أو كما تسمى ايضاً بتيبا 2. وأهم مواصفات تيبا 5 (هاتشباك)
| الطول (mm)                      | 3925      |
| العرض (بدون المرايا) (mm)       | 1641      |
| الإرتفاع (mm)                   | 1484      |
| الوزن الصافي (kg)               | 1035      |
| معدل إستهلاك الوقود (lit/100km) | 6/95      |
| سعة الخزان (lit)                | 41        |
| قياس الإطارات                   | 175/70R13 |

- كما وهناك نسخ جديدة تعتزم شركة سايبا انتاجها من سيارة «تيبا» في إيران بنهاية يناير ومطلع فبراير لعام 2018م بمحرك 1500 سي سي.[9]

## معرض الصور

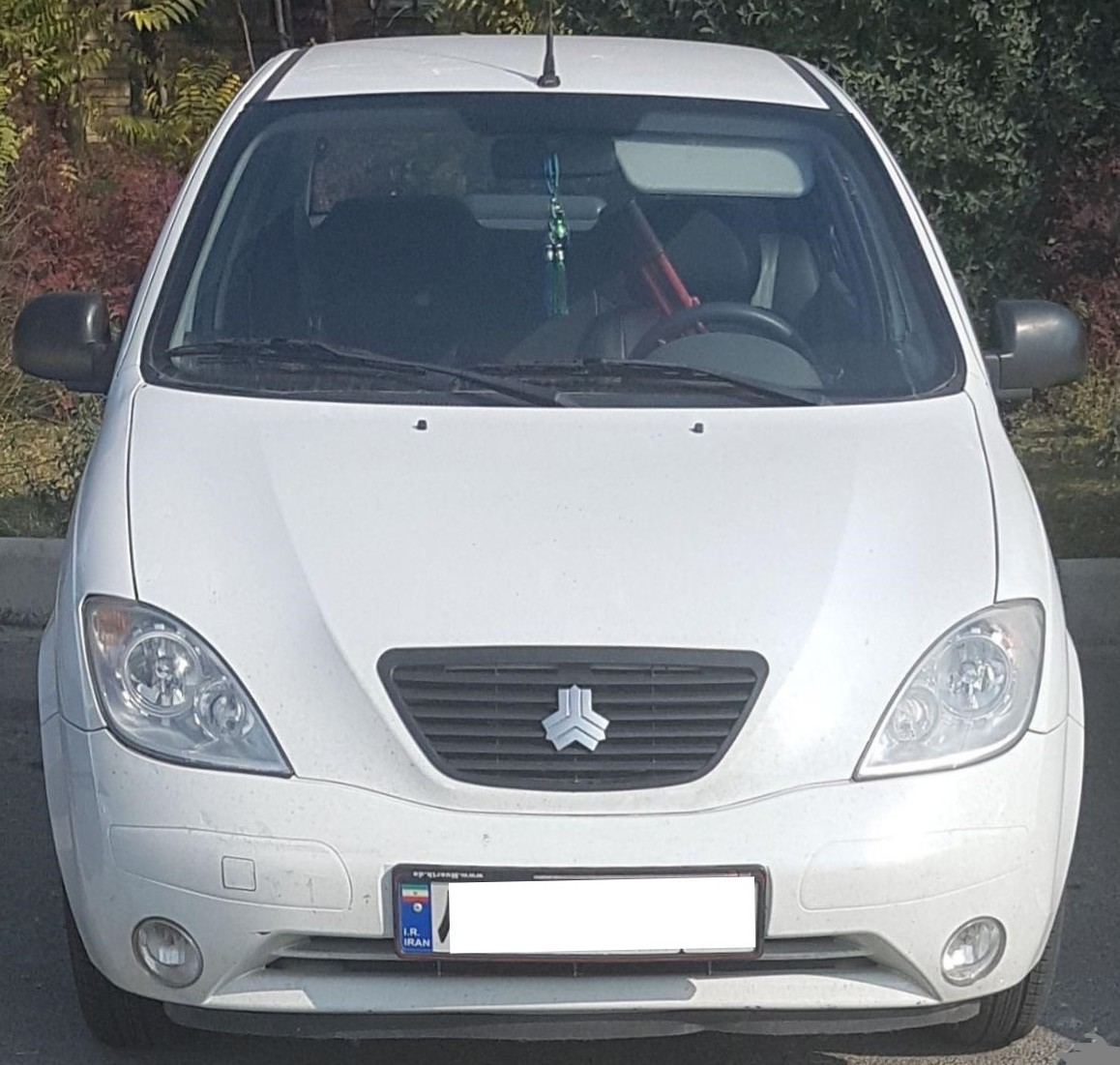
سيارة تيبا الإيرانية المنتجة داخل جمهورية إيران
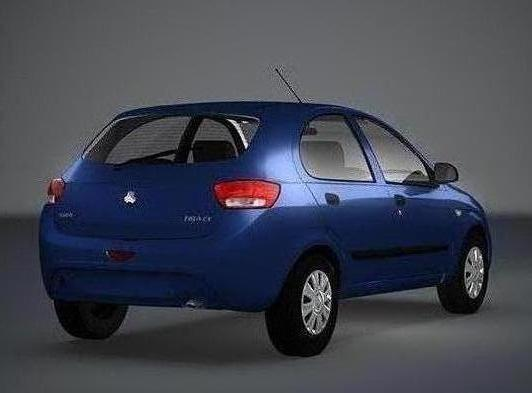
سيارة تيبا 5 هاتشباك او كما يطلق عليها ايضاً تيبا 2
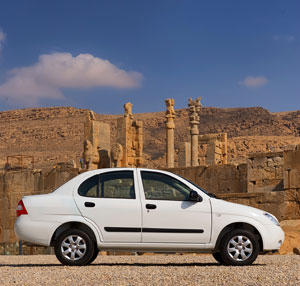
سيارة تيبا بيضاء اللون
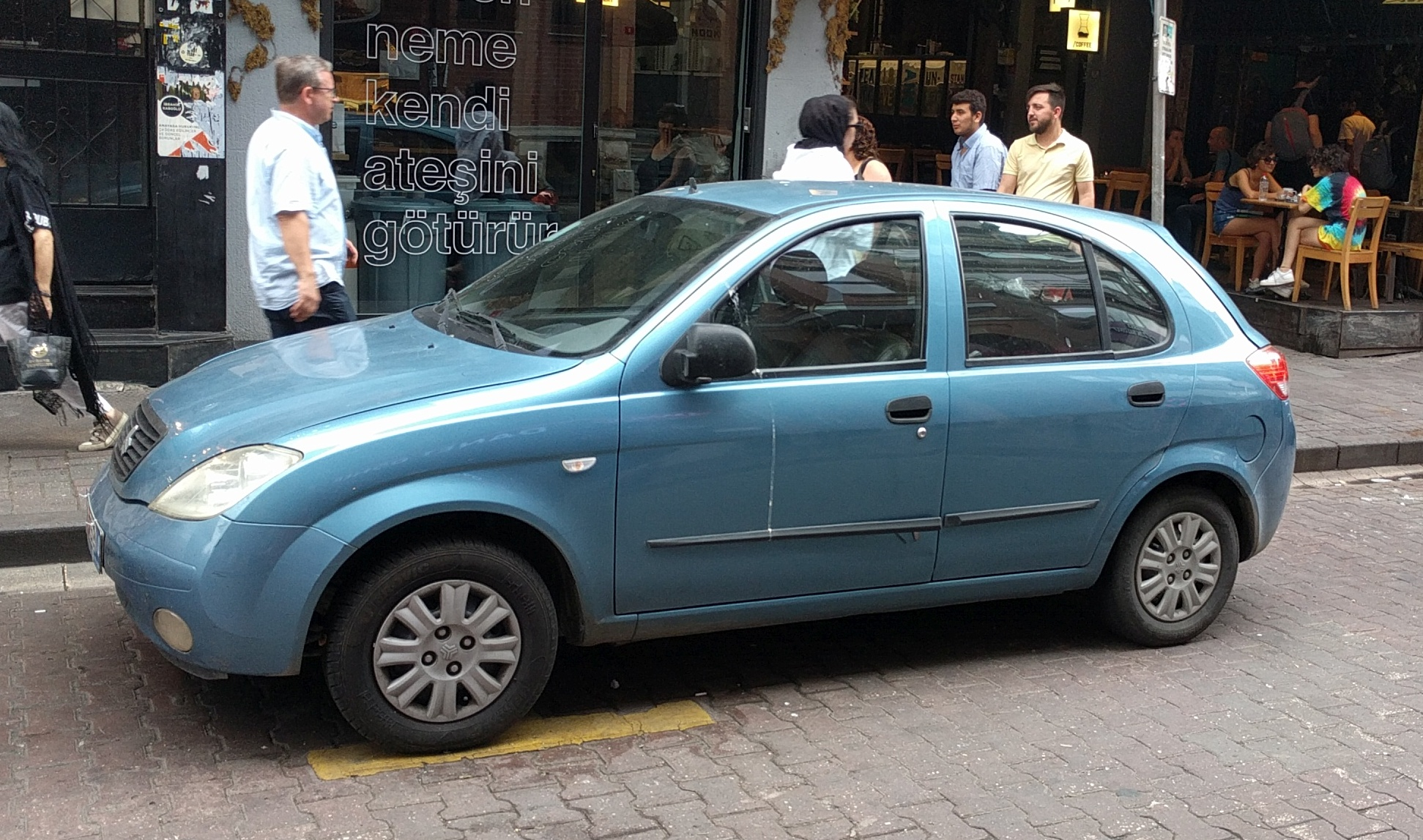
سيارة تيبا هاتشباك إيرانية الصنع في مدينة إسطنبول التركية

## طالع ايضاً
- إيران خودرو
- سمند
- صناعة السيارات الإيرانية
- سورن (سيارة من علامة سمند)

## وصلات خارجية
- (الجزيرة) تدشين المرحلة الثانية لمشروع سيارات سوري إيراني